# سيناتشو
سيناتشو (بالفارسية: سیناچو) هي قرية تقع في البلدة المركزية في إيران. يقدر عدد سكانها بـ 25 نسمة .